# Gymnasium Dreikönigschule Dresden
Das Gymnasium Dreikönigschule ist ein Gymnasium in einem denkmalgeschützten Gebäude in der sächsischen Landeshauptstadt Dresden. Die Schule befindet sich im Stadtteil Äußere Neustadt (Antonstadt).

## Geschichte

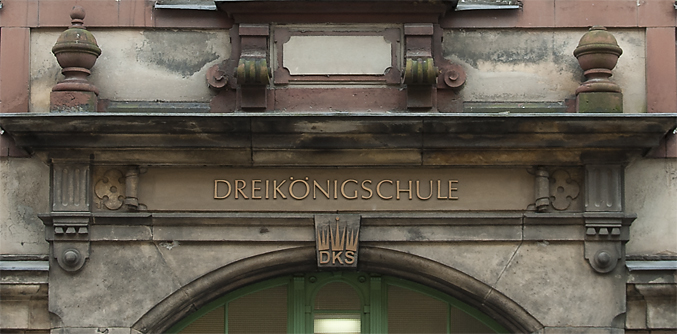
Die drei Kronen (über dem „DKS“) – Symbol für das Gymnasium

Das heutige Gymnasium Dreikönigschule wurde 1992 im Rahmen der sächsischen Schulreform aus der 22. Polytechnischen Oberschule Dresden gebildet. Die ursprüngliche Dreikönigschule befand sich auf der heutigen Wigardstraße.
Das Schulgebäude wurde 1894 als 22. Bezirksschule errichtet. Die Luftangriffe vom 13. Februar 1945 überstand das Bauwerk relativ unbeschadet. 1992 wurde die Schule unter dem Namen „Gymnasium Dresden-Neustadt“ gegründet. In diesem Jahr wurde auch das Gebäude innen saniert. Hierbei baute man neue Sanitäreinrichtungen und eine moderne Heizanlage ein. Das Gebäude steht als Kulturdenkmal unter Denkmalschutz. Am 31. Oktober 1997 erhielt das Gymnasium Dresden-Neustadt durch die Altschülerschaft der ehemaligen Dreikönigschule den Namen dieses einst bekannten und traditionsreichen sächsischen Gymnasiums. Daraus ergibt sich auch das Logo der Schule: drei nebeneinander angeordnete Kronen mit jeweils drei sichtbaren Spitzen. Dieses Symbol findet man auch über der Eingangstür am Zugang Louisenstraße.
2017 fanden Bauarbeiter bei der Sanierung des Komplexes auf dem Schulhof eine Hieb- und Stichwaffen-Sammlung von Vorzeige- und Paradewaffen. Ein Mitarbeiter des Landesamtes für Archäologie sagte dazu: „Die neuesten Stücke sind von 1945 ... Wir gehen davon aus, dass sie ein Sammler schnell entsorgen wollte, bevor die Russen in die Stadt kamen.“
Von 2016 bis 2021 wurde der gesamte Gebäudekomplex und der Schulhof saniert. Nach der Sanierung des C-Hauses im Jahr wurde die gesamte Schule in den Schulcampus Tolkewitz ausgelagert. Zwischenzeitlich wurde das Haus B durch die 15. Grundschule genutzt, welche parallel saniert wurde. Nach der Fertigstellung der anderen beiden Häuser und des Schulhofes kehrten die Schülerinnen und Schüler schrittweise in die Neustadt zurück.

## Schulgelände und Gebäude
Das Gymnasium besteht aus den drei Einzelgebäuden: Haus A, B und C.

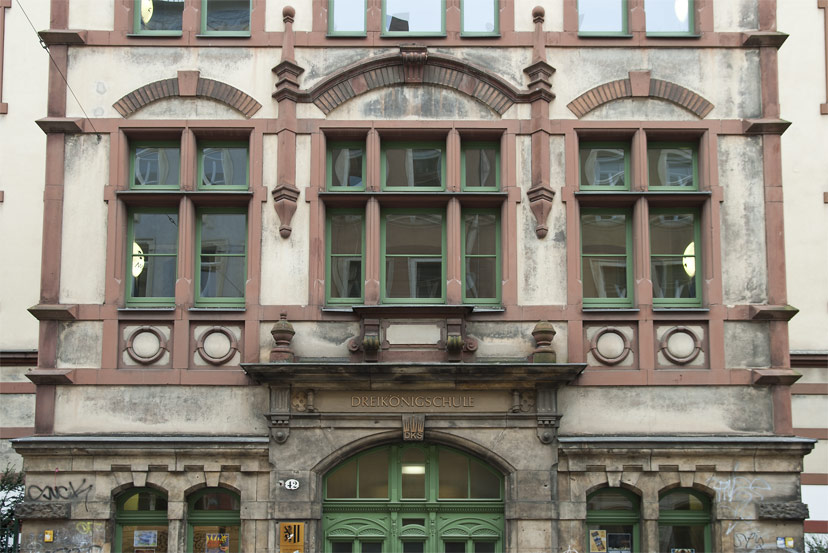
Fassade Gymnasium an der Louisenstraße (vor der Sanierung)

Haus A liegt direkt an der Louisenstraße und beherbergt unter anderem die Aula, die Mensa und das Büro der Schulleitung. 

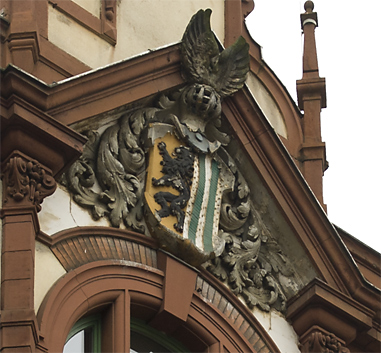
Relief des städtischen Wappens

Haus B erreicht man von der Einfahrt an der Rothenburger Straße. Es beherbergt Fachkabinette für Biologie, Chemie, Physik, Computer und Technik sowie Kunsterziehung, einen Speiseraum, das Arztzimmer und die Umkleideräume für den Sportunterricht. In Haus B werden vor allem die Klassenstufen 5 bis 7 unterrichtet.
In Haus C befinden sich unter anderem das Schulmuseum, ebenso Fachräume für Biologie, Chemie, Physik, Musik und Informatik.
Hinter Haus C entstand neben dem Scheune-Areal an der Alaunstraße in anderthalbjähriger Bauzeit auf einem kommunalen Grundstück (vorher Interimsparkplatz) eine neue Zweifeld-Sporthalle mit Parkdeck. Die im September 2015 eingeweihte Halle, die auch der Basketballclub Dresden bespielt, ersetzte die alte auf dem Schulhof befindliche Sporthalle aus dem Jahr 1887. Zusätzlich nutzt das Gymnasium die Sporthalle der 15. Grundschule auf der Görlitzer Straße.
Eine Besonderheit stellt das grüne Klassenzimmer dar. Es ist mit Bänken und Tischen ausgestattet und bildet somit einen idealen Unterrichtsort bei wärmeren Temperaturen.

## Schulprofil

### Profilunterricht
Am Gymnasium gibt es für die Klassen 8 bis 10 vier Wahlfächer.
Das gesellschaftswissenschaftliche Profil beschäftigt sich mit gesellschaftlich relevanten und aktuell-politischen Themen und Fragestellungen. Dabei vereint es im Besonderen die Fächer Geschichte, Ethik/Religion und GRW.
Der naturwissenschaftliche Profilunterricht behandelt Inhalte fachübergreifender Themen mit hohem naturwissenschaftlichen Bezug. In der Regel wird in der achten Klasse eine einwöchige Profilfahrt zum Deutschen Luft- und Raumfahrtzentrum in Göttingen veranstaltet. Die Schule nutzt die Möglichkeiten zur Zusammenarbeit mit der TU Dresden, dem Helmholtz-Zentrum Dresden-Rossendorf und dem Deutschen Zentrum für Luft- und Raumfahrt.
Das Profil MeDialog steht unter dem Motto „Medien - Dialog - digital & analog“. Es befasst sich mit den digitalen Medien und der Projektentwicklung und nutzt dabei die enge Zusammenarbeit mit der TU Dresden. Dieses Profil wird seit dem Schuljahr 2019/2020 angeboten.
Das ProfilTriARTlon umfasst drei Themenkomplexe, bei denen das Fach Kunst jeweils im Zusammenhang mit Sport, Geografie und Biologie betrachtet wird. Es besteht ebenfalls seit dem Schuljahr 2019/2020.

### Leistungskurse
Die angebotenen Leistungskurse in der Abiturstufe können je Jahrgang variieren. Voraussetzung ist das Erreichen der minimal vorgeschriebenen Teilnehmerzahl. Die Schüler können die Fächer Mathematik, Physik, Deutsch, Geschichte, Biologie, Englisch oder Kunst als Leistungskurs wählen. Andere Fächer sind möglich. 

### Sprachen
Als erste Sprache wird Englisch unterrichtet. Für die zweite Sprache stehen Französisch und Latein zur Auswahl.

## Arbeitsgemeinschaften und Vereine

### Sport
Der Schulsportverein ist vor allem in Basketball und Volleyball erfolgreich. 

### Chöre
Der schuleigene Chor „multicolor“ besteht seit 1991. Hier erarbeiten die Sängerinnen und Sänger jährlich ein breites Spektrum an Liedern und führen diese mehrfach pro Jahr öffentlich auf. Jeden Winter findet eine fünftägige Chorfahrt statt, bei der das Programm des Weihnachtskonzertes geprobt wird. 2018 und 2024 spielte der Chor auch eine eigene CD ein.
Sie wirken in den letzten Jahren an einigen Projekten mit. Beispielsweise waren sie 2016/2017 der Förderchor der Dresdner Semperoper. 2017, 2018, 2020 und 2020 waren sie Preisträger des Wettbewerbs für Dresdner Laienchöre. Das war jeweils verbunden mit einem Preisträgerkonzert im Kulturpalast Dresden. Zwei Schuljahre (2019/20 und 2023/24) wählte sie der Dresdner Kammerchor als Patenchor aus. Dadurch erhielten sie Unterstützung bei der Probenarbeit und Stimmbildung und konnten ein gemeinsames Projekt durchführen.
Der Chor, in dem Schüler der sechsten und siebten Klassen teilnehmen können, heißt „microcolor“. Sie nehmen in der Regel ebenfalls an der Chorfahrt teil.  
Der Höhepunkt der musikalischen Tätigkeiten ist das jährliche Weihnachtskonzert in der Dreikönigskirche Dresden. 

### Engagement
Ende 2023 gründeten engagierte Schülerinnen und Schüler den Klimarat, um sich für Klimaschutz und Klimabewusstsein an der Schule und in dessen Umfeld einzusetzen. Sie haben außerdem das Ziel, den Titel „Klimaschule“ zu erhalten.  
Darüber hinaus besitzt die Schule den Titel „Schule ohne Rassismus - Schule mit Courage“.  

### Förderverein
Das Gymnasium wird durch einen Förderverein unterstützt. Dieser sichert finanziell verschiedene Projekte und Veranstaltungen, die sonst nicht möglich wären. Mitglieder des Fördervereins sind vor allem ehemalige Schülerinnen und Schüler, Eltern und Lehrkräfte.

### Weiteres
Schülerinnen und Schüler können in der Schulband oder im Schulorchester mitwirken. Diese treten ebenfalls zum Weihnachtskonzert auf. Interessierte Schüler können in ihrer Freizeit auch in Theater-Arbeitsgemeinschaft „Dreikönigspieler“ mitarbeiten. Zudem gibt es eine Schülerzeitung, eine Biologie-AG und eine Physik-AG.